# Вајсло
Вајсло (мађ. Vajszló, хрв. Vajslovo) је село у Мађарској, у јужном делу државе. Село управо припада, Шиклошком срезу, Барањске жупаније, са седиштем у Печују.

## Географија
Налази се у југозападном делу жупаније, близу јужне границе Мађарске, 33 километра југозападно од Печуја, удаљено је 11 километара од реке Драве, прилази се из Вејтија. Поток насеља је Фекете-виз.

## Порекло имена
Име места је словенског порекла, Војислав (Wojislav), Војзлов (Voyzlow), Вохвсло (Wohwslo), Војзд (Woyzd), или Вајзло (Vayzlo), а могуће и Војислав, Војслав

### Страна имена
Хрватски назив села је званично Вајслово, који су користили Хрвати дражеславци, облик Вајслов користили су Хрвати и салантски Немци.

## Историја
Током Арпадове ере, у близини је постојао замак, јер га писани извор помиње већ 1257. године.
Име Вајсло се први пут помиње у документима 1244. године, написано у облику Војзлоуа, као Вајсло земља дворца Ковашд, који је Угарски краљ Бела поклонио „испану Амбрушу” из породице Немети и описао његову границу.
Године 1257. Вајсло се помиње у пограничном обиласку имања монахиња на острву Маргит у Шамоду. Кметови замка Коважд Петре и Пал 1257. заложили су своју земљу у Вајслу заједно са шумом и сенокосима монахињама на Маргитсигету, а исте године, уз дозволу краља Беле, монахиње су постале слободни кметови под условом да задрже земље колико им је потребно, а остатак дају цркви. Године 1268. то је потврдио и краљ Иштван V. Његов свештеник је 1335. плаћао папску десетину од 10 банија. Село је било насељено и за време турске окупације, али је остало свега неколико породица када су Турци протерани.
Почетком 20. века село је почело да се развија, основано је и неколико удружења и банка.
Године 2013. реновиран је пут између Горчења и Вајсла, који је део пута 5801, чиме је постао пут у региону који боље подноси свакодневну употребу, а побољшане су и могућности превоза између Печуја и насеља Орманшаг.
Нема железничког саобраћаја од 2007. године, међутим, 2019. године пар шина је и даље био у проходном стању.

### Градоначелници
- 1990–1994: Золтан Катона (независан)[6]
- 1994–1998: Иштван Лазар (независан)[7]
- 1998–2002: Иштван Лазар (независан)[8]
- 2002–2006: Иштване Генци (независна)[9]
- 2006–2010: Валерија Денке (независна)[10]
- 2010–2012: Валерија Денке (Фидес-KDNP)[11]
- 2013–2014: Иштван Хорват (независан)[12]
- 2014–2019: Иштван Хорват (независан)[13]
- 2019-данас: Иштван Хорват (независан)[14]

### Демографија
Током пописа 2011. 93,3% становника изјаснило се као Мађари, 5,6% као Роми, 1,7% као Хрвати, 0,4% као Немци и 0,6% као Румуни (6,6% се није изјаснило; због двоструког идентитета, укупан број може бити већи од 100%). 
Верска дистрибуција је била следећа: римокатолици 59%, реформисани 18,8%, лутерани 0,2%, гркокатолици 0,2%, неденоминациони 9,1% (11,8% се није изјаснило).

## Привреда
Гајење лубеница је остало значајно до данашњих дана.